# Angolo di freccia

Schema raffigurante l'angolo di freccia su un Boeing 707. In questo caso si tratta di una freccia alare positiva di 40°, in quanto le due semiali sono rivolte verso l'impennaggio del velivolo.

In aeronautica l'angolo di freccia o freccia alare è l'angolo compreso tra un punto del profilo alare di una semiala o di un impennaggio e il piano trasversale dell'aeromobile. Viene solitamente utilizzato il bordo d'attacco come punto di riferimento. Essa è misurata in gradi (°). La freccia alare può essere o positiva, quando le ali sono rivolte verso la coda o negativa, quando lo sono invece al muso.

## Utilizzo nei vari tipi di velivoli
Nei velivoli che volano a regime subsonico (in particolare a non più di Mach 0,7) l'angolo di freccia ottimale può variare da 0 a 5°.
Nei velivoli a regime transonico varia in genere dai 25 ai 35°, mentre in quelli destinati a viaggiare a regimi supersonici dai 35 ai 45°. Sono tuttavia possibili altre configurazioni, come nel caso del Concorde, in cui l'angolo di freccia raggiunge i 70°.

## Tipologie di ali a freccia

### Freccia alare positiva

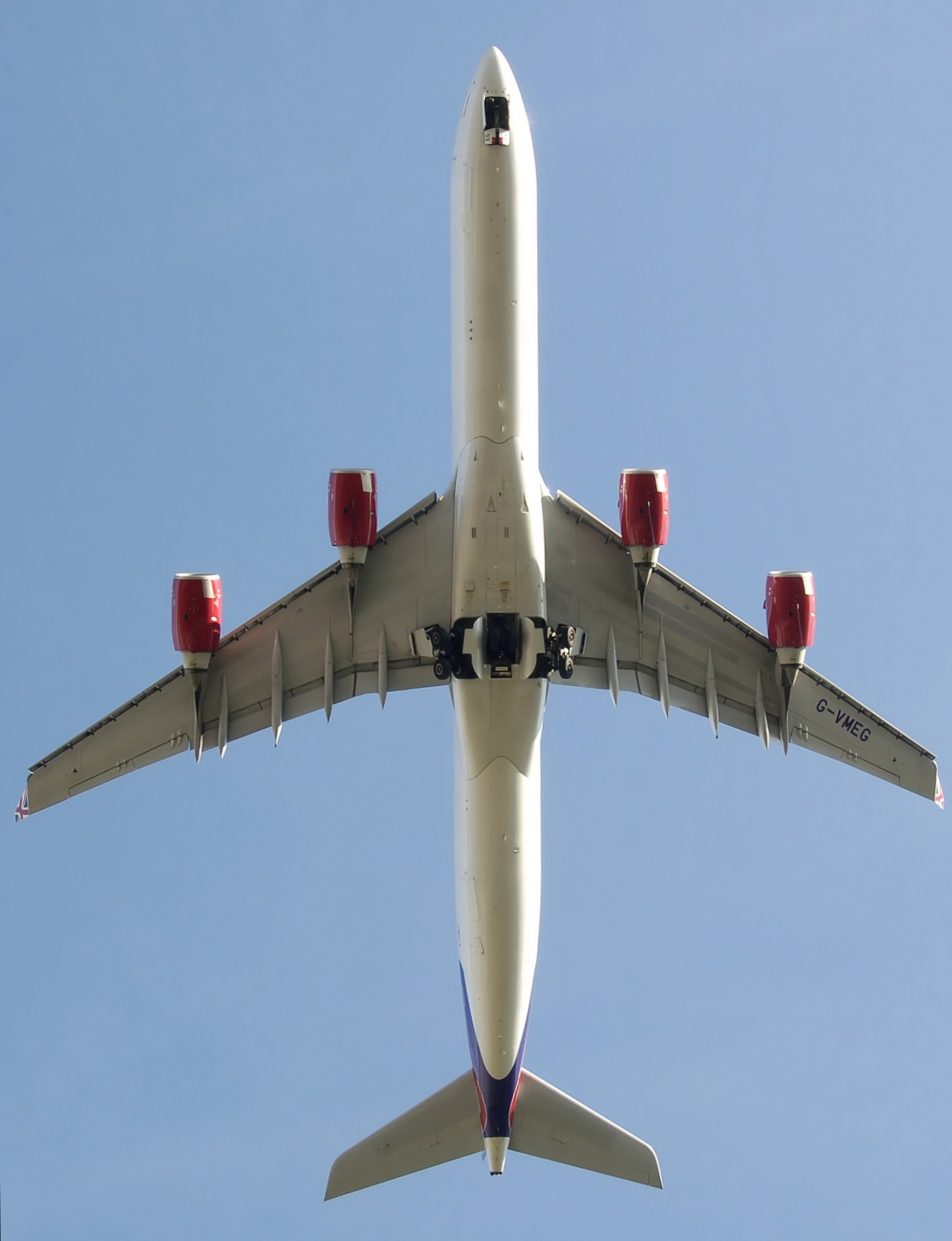
Le ali a freccia positiva di un Airbus A340 viste dal basso.

Si tratta della tipologia più comune di ala a freccia. In questo caso le estremità alari sono semplicemente rivolte verso la coda del velivolo.

### Freccia alare negativa

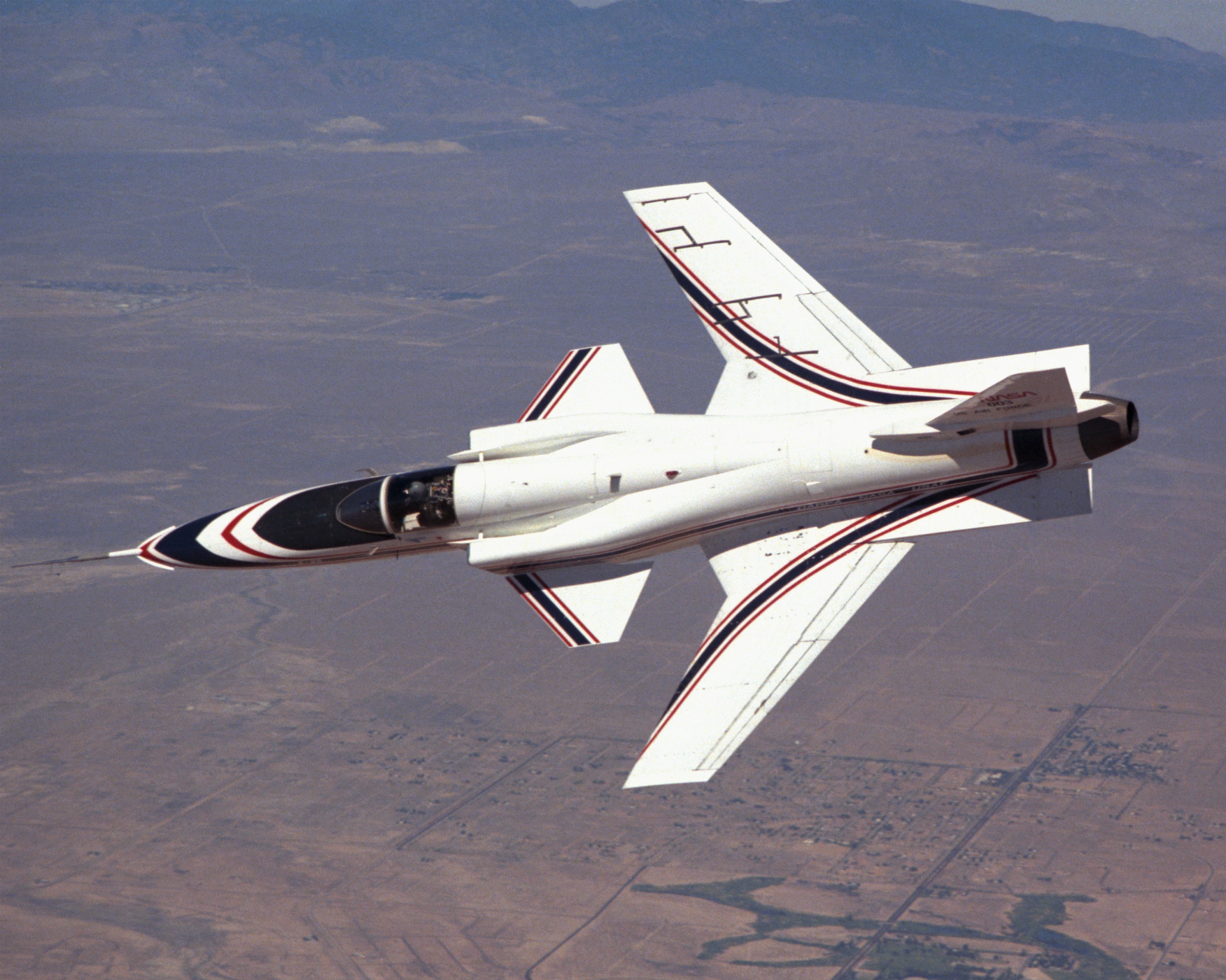
Il Grumman X-29 in volo.

Esiste un tipo di ala a freccia detta negativa, utilizzata su alcuni tipi di aeromobili, sia civili (come l'HFB 320 Hansa Jet) che militari (come lo Junkers Ju 287, il Grumman X-29 o il Sukhoi Su-47). Questo tipo di ali è utilizzato soprattutto per ragioni aerodinamiche su alcuni aerei dotati di alette canard o sperimentali.

### Freccia alare variabile

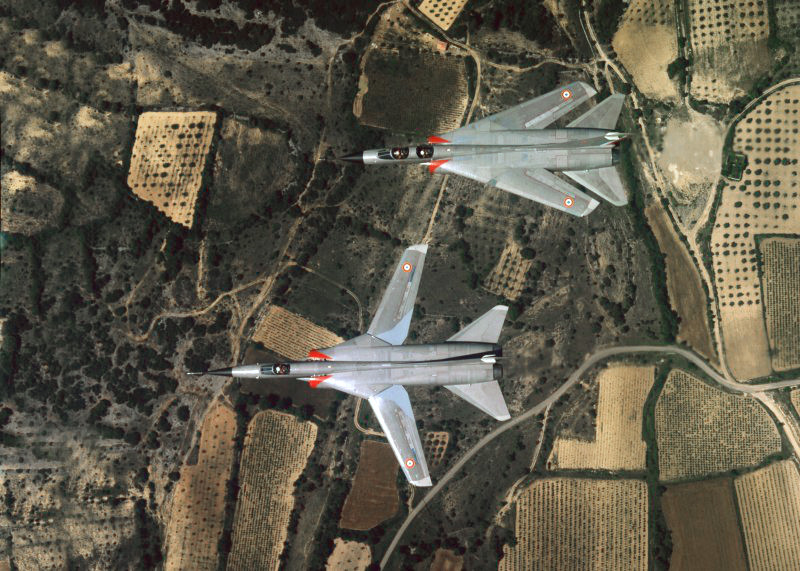
I prototipi Dassault Mirage G4 e G8 in volo. Il G8 è l'aereo con le ali estese.

Alcuni modelli di aeromobili detti a geometria variabile, come l'F-14 Tomcat, il MiG-23, il Tornado o il Mirage G hanno la possibilità di variare la loro freccia alare durante il volo, estendendo o ritraendo le due semiali. Il vantaggio che ne deriva è enorme, in quanto l'aeromobile può mantenere le ali distese a bassa velocità, con un angolo di freccia molto piccolo, e ritrarle verso la fusoliera a regimi transonici e supersonici, aumentando l'ampiezza dell'angolo.

### Ala obliqua

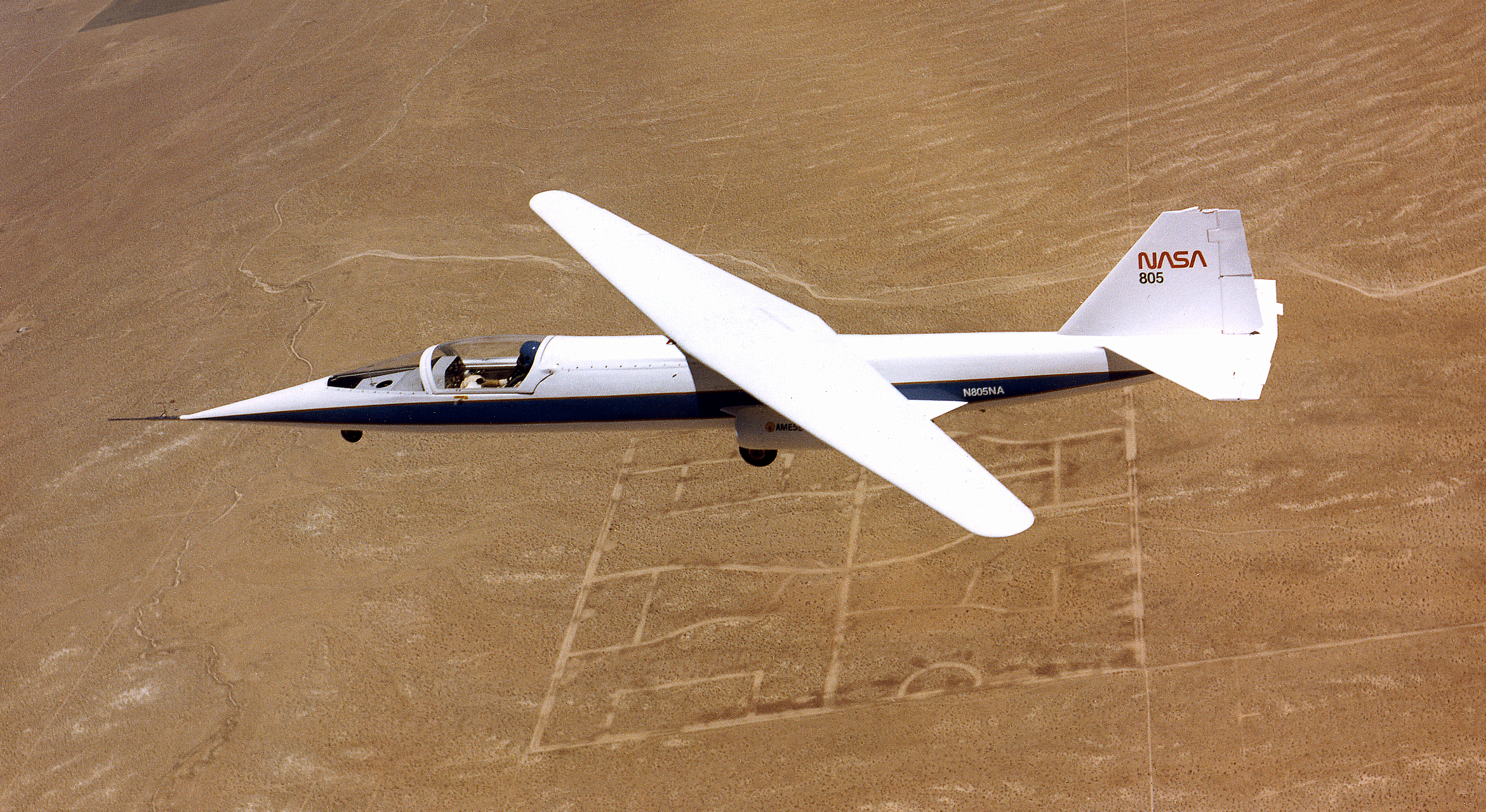
L'aereo sperimentale della NASA AD-1.

L'ala obliqua è un particolare tipo di ala a freccia variabile. Un aeroplano dotato di ala obliqua possiede un meccanismo in grado di ruotare l'intera ala intorno a un punto della fusoliera, in modo che una delle due semiali abbia un angolo di freccia positivo e l'altra abbia un angolo di freccia negativo.
Variando in questo modo l'angolo di freccia è possibile diminuire la resistenza indotta nel volo ad alte velocità, utilizzando un elevato angolo di rotazione senza sacrificare le prestazioni a bassa velocità e utilizzando un angolo pari o vicino a zero per il volo subsonico. Su un aereo di questo tipo una semiala ruota solo in una direzione, vale a dire che le due semiali possono variare il loro angolo di freccia solo da zero a un determinato valore e da quel valore nuovamente a zero.
Un solo aereo, il NASA AD-1, sviluppato dall'agenzia spaziale statunitense e di cui è stato creato un solo ed unico esemplare è stato dotato di ali di questa tipologia. Nonostante i buoni risultati dei test effettuati, le ali oblique non furono più adottate su altri aeromobili.
Su richiesta del DARPA, a partire dal 2005, la Northrop Grumman sta progettando un UAV bombardiere d'alta quota ad ala obliqua, il Northrop Grumman Switchblade, che dovrebbe essere pronto per il 2010 ed entrare in servizio entro il 2020.